# Северная Эш-Шаркия
Северная Эш-Шаркия (араб. شَـمَـال الـشَّـرْقِـيَّـة‎; дословный перевод: северо-восточная провинция) — мухафаза в Омане. Мухафаза образована 28 октября 2011 года, разделом провинции Эш-Шаркия на 2 мухафазы: Северная Эш-Шаркия и Южная Эш-Шаркия.
Административный центр — город Ибра.

## География
Северная Эш-Шаркия расположена на востоке страны. На севере граничит с мухафазой Маскат, на востоке с мухафазой Южная Эш-Шаркия, на юге с мухафазой Эль-Вуста, а на западе с мухафазой Эд-Дахилия.

## Административное деление
Мухафаза Южная Эш-Шаркия делится на 6 вилайетов с центрами в городах:
- Ибра
- Эль-Мудаиби
- Бидия
- Эль-Кабиль
- Вади Бани Халид
- Дима Ваттайин